# Алианц Арена
Алианц Арена е стадион в Мюнхен, провинция Бавария, Германия, собственост на Байерн Мюнхен, на който от сезон 2005/2006 играят срещите си и Мюнхен 1860. И двата тима преди това са играли домакинствата си на Олимпийския стадион в града – „Байерн“ от 1972, а „Мюнхен 1860“ от 1990 г.

## История на строежа
На 21 октомври 2002 г. е проведен референдум, на които 65,8% от избирателите определят дали да се построи нов стадион и дали точно Мюнхен да предостави нужната инфраструктура. Основната алтернатива е генерална реконструкция на Олимпийския стадион, впоследствие отхвърлена.
Стадионът е построен в северната част на града. Проектът е направен от швейцарската архитектурна фирма „Херцог & де Мойрон“ (на немски: Herzog & de Meuron). Стойността на конструкцията е изчислена на 340 млн. евро. Разходите за стадиона са поделени по равно между „Байерн“ и „Мюнхен 1860“.
Работите по стадиона започват през есента на 21 октомври 2002 г. и завършват през април 2005 г.
За строежа на стадиона е създадена фирма Allianz Arena München Stadion GmbH, в която „Байерн“ и „Мюнхен 1860“имат по 50% от дяловете. През 2008 година стадионът става пълноправна собственост на „Байерн“, тъй като клуба изкупува дяла на „Мюнхен 1860“.

## Данни
Първоначално стадионът има капацитет от 66 000 души, но през 2006 г. е реконструиран и достига капацитет от 69 901 места (от които 13 769 са правостоящи).
Разделен е на три етажа, като най-долната тераса побира до 20 000 души, средната – до 24 000 и най-горната – до 22 000. 10 400 седалки от долната тераса могат да се трансформират в места за правостоящи и така да поемат допълнителни 30 120 зрители.
Стадионът разполага с 2200 бизнес места, 400 места за пресата, 106 луксозни ложи с 1374 места, 165 места за инвалиди. В Бундеслигата стадионът да може да приеме пълния си капацитет от 71 000 души, но в мачовете от европейските турнири остава с оригиналния си такъв от 69 000 места.
След реконструкцията през 2015 година на съоръжението на трибуните на домакинските мачове на баварците от Бундеслигата ще могат да присъстват 75 хиляди зрители.
Покривът на стадиона покрива всички седящи места. Под него са инсталирани специални транспаранти, които могат да се разтварят по време на срещите и да предпазват играчите и зрителите от силна слънчева светлина.
Революционен и уникален е начинът, по който външната част на стадиона е конструирана със съединени полупрозрачни самопочистващи се панели, напълнени с изсушен пресован въздух. Те могат да бъдат осветени от вътрешността им и да светят в три различни цвята – бяло, червено и синьо. Материалът, от който са съставени, е етилен-тетрафлуоретилен. Всеки панел е покрит с фолио с дебелина 0,2 мм, съставено от малки точки. Отдалеч създава илюзията, че е бял, но погледнат отблизо е полупрозрачен. Всеки елемент може да свети независимо от другите в един от трите цвята. Идеята е за мачовете на националния отбор стадионът да свети в бяло, за мачовете на „Байерн“ – в червено, а по време на домакинските двубои на „Мюнхен 1860“ – в синьо.
Електричеството, което илюминацията харчи, е минимално – на стойност едва 50 евро на час за целия стадион. Светлините му се забелязват при тихо и ясно време от над 75 км разстояние.
Съоръжението разполага във вътрешността си с два фен-магазина – съответно на „Байерн“ и на „Мюнхен 1860“, детски занимални и помещава LEGO World. В пространството около стадиона се помещават редица ресторанти, вериги за бързо хранене и магазини.
Стадионът разполага и с най-големия паркинг в Европа – за около 9800 места. На север от стадиона се намира и допълнителен специален паркинг за фен автобуси с капацитет 350 места. Касите за билети са 54.
Има четири съблекални за отборите – по една за двата домакински тима и по една за техните съперници, четири треньорски съблекални и две за съдиите. Осигурени са и площи за разгрявка на състезателите. Тоалетните са 550, за удобство на зрителите са разположени и 190 екрана.

## Важни мачове
Мачовете за откриването на стадиона са проведени на 30 и 31 май 2005 г. В първия ден Мюнхен 1860 побеждава в приятелски мач Нюрнберг с 3:2. В тази среща пада и първият гол, отбелязан на новия стадион. Отбелязва го Патрик Милхраум от състава на „Мюнхен 1860“. На следващия ден „Байерн“ се изправя срещу националния тим на Германия в демонстративен мач.
Месеци преди двете срещи билетите за тях са изкупени. На 2 юни по желание на зрителите се провежда и първото мюнхенско дерби на стадиона – „Мюнхен 1860“ побеждава с гол на Пул Агостино.
Първата официална среща на новото съоръжение е проведена на 5 август 2005 г. – в първото си домакинство за сезона „Байерн“ побеждава Борусия Мьонхенгладбах с 3:0, а Оуен Харгрийвс бележи и първия гол в официален мач на стадиона.
„Алианц Арена“ е домакин и на мачове от Световното първенство в Германия през 2006 г и Европейското първенство в Германия през 2024 г. Приема и мача и церемонията по откриването на Мондиала. Заради спонсорски договори по време на първенството стадионът носи името „Футболен стадион от Световното първенство на ФИФА – Мюнхен“. По същите причини името на стадиона се заличава по време на мачовете от Шампионската лига и в официалните документи и статистики за двубоите съоръжението се именува като „Футболна Арена Мюнхен“.